# Buick

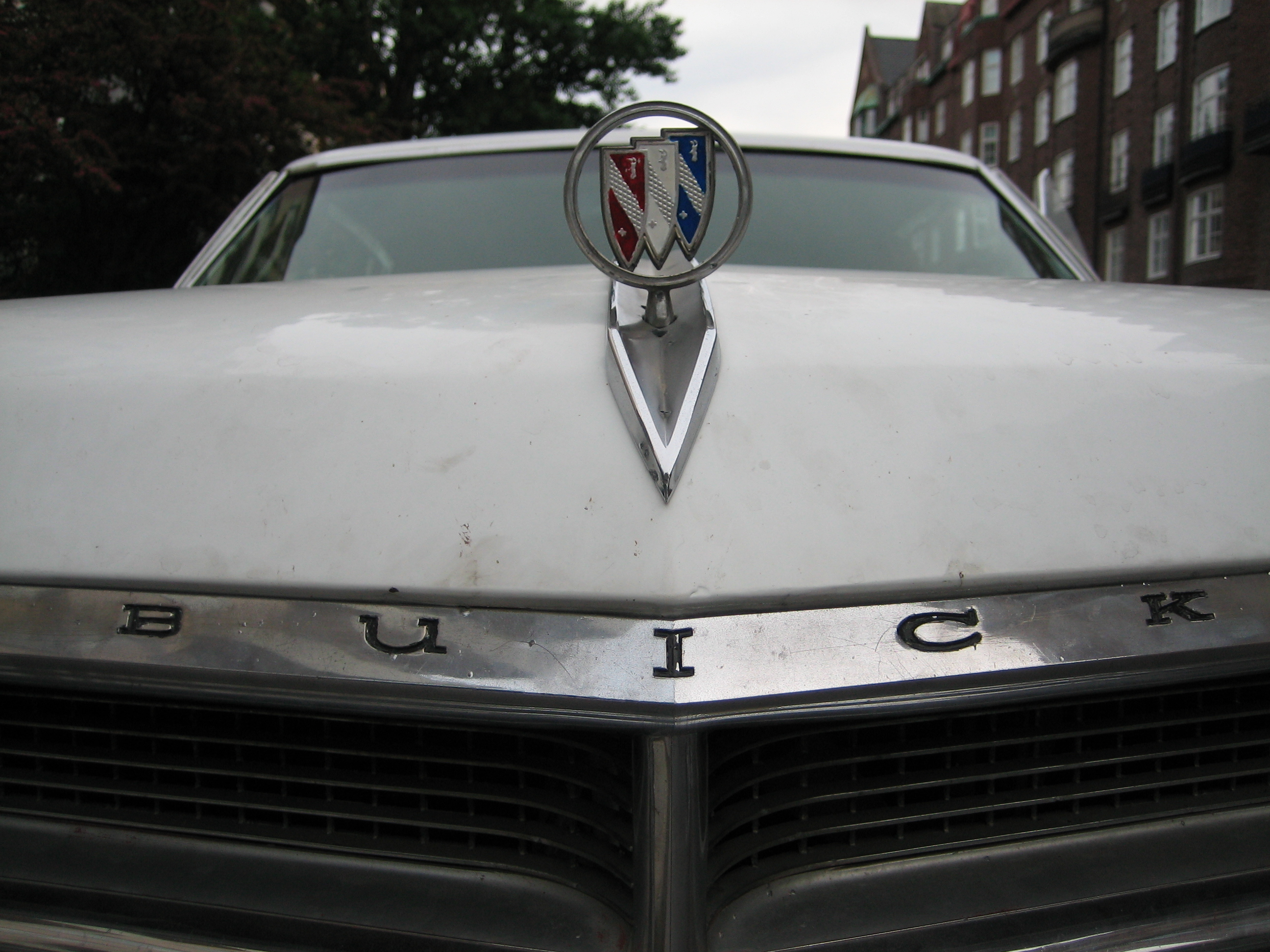
Trishield, Buicks emblem, här på en Buick Electra 225 årgång 1965.

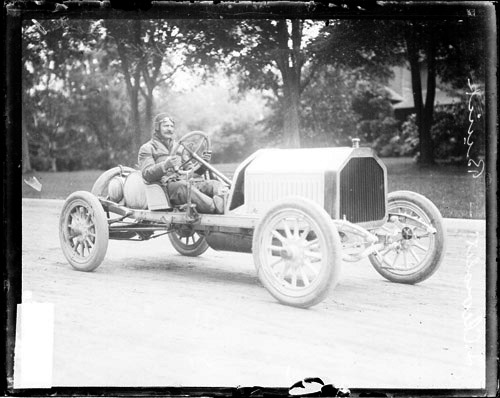
Louis Chevrolet i en Buick 1909.

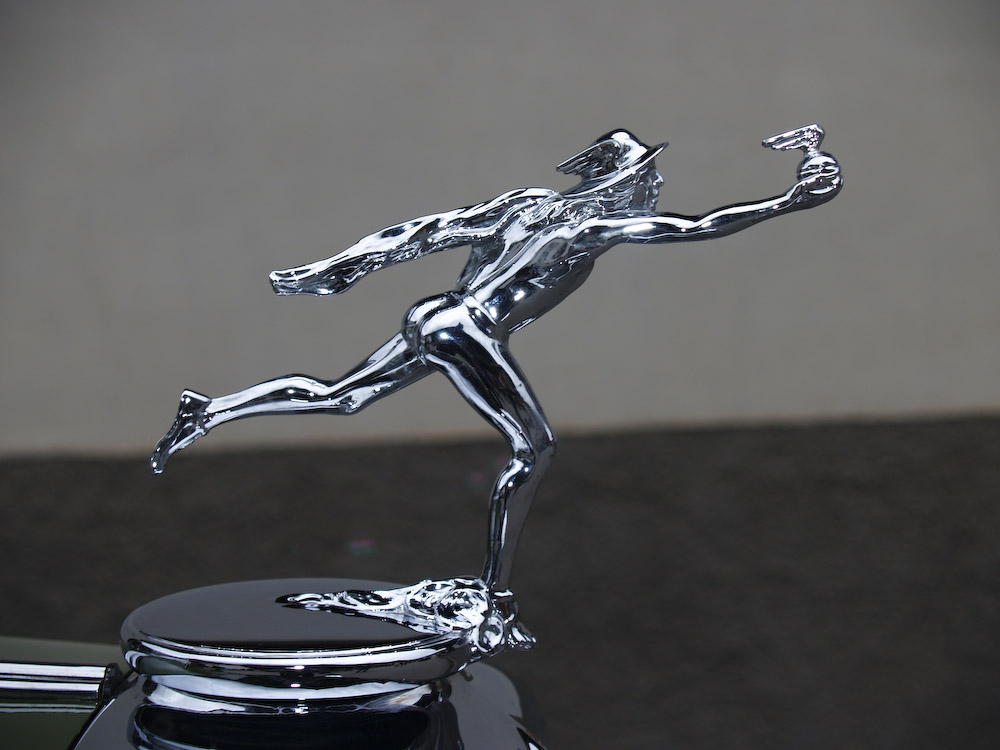
Huvornament på en Buick.

Buick är ett amerikanskt bilmärke som ägs av General Motors. Det säljs för närvarande i USA, Kanada, Mexiko, Kina, Taiwan och Israel. I Sverige är märket förmodligen mest förknippat med sina modeller från 1950-talet.

## Historik

### De första åren
Buick är det äldsta kvarvarande amerikanska bilmärket samt ett av de äldsta i världen. Det grundades 1899 i Detroit som Buick Auto-Vim and Power Company av den Skottlandsfödde David Dunbar Buick. 19 maj 1903 ändrades namnet till Buick Motor Company och senare samma år togs företaget över av James H. Whiting som flyttade det till sin hemstad Flint. Mellan 1899 och 1902 framställdes två prototyper av Walter Lorenzo Marr, som bland annat var utrustade med rorkultstyrning. I mitten av 1904 konstruerades ännu en prototyp som lade grunden till den första riktiga modellen, Buick Modell B.
Modell B var den första Buicken på marknaden och tillverkningen skedde i Flint. Första året tillverkades totalt 37 exemplar, varav den första såldes 13 augusti. Av dessa finns inga bevarades för eftervärlden. Drivlinan och arkitekturen för Model B blev den samma i den nästkommande modellen, Modell F. 
Buick blev snabbt framgångsrikt, vilket delvis berodde på stötstångsmotorn som var patenterad av Eugene Richard. De första bilarna hade tvåcylindriga motorer och det var först 1910 som den första fyrcylindriga motorn kom. William Crapo Durant var en skicklig företagsledare och efter bara några år hade Buick blivit USA:s största biltillverkare. Med detta följde ekonomiska framgångar för företaget som kunde göra en rad förvärv, vilket 1908 ledde till General Motors grundande. Från början konkurrerade de olika GM-märkena med varandra, vilket Durant ändrade på genom att de olika tillverkarna riktade sig till olika köpare. Buick räknades här som det näst mest prestigefyllda märket efter Cadillac, vilket är samma ställning som de har idag. 1929 skapades Marquette som ett systermärke till Buick, för att täcka upp prisgapet till Oldsmobile. Märket lades dock ner redan 1930.

## Bildgalleri

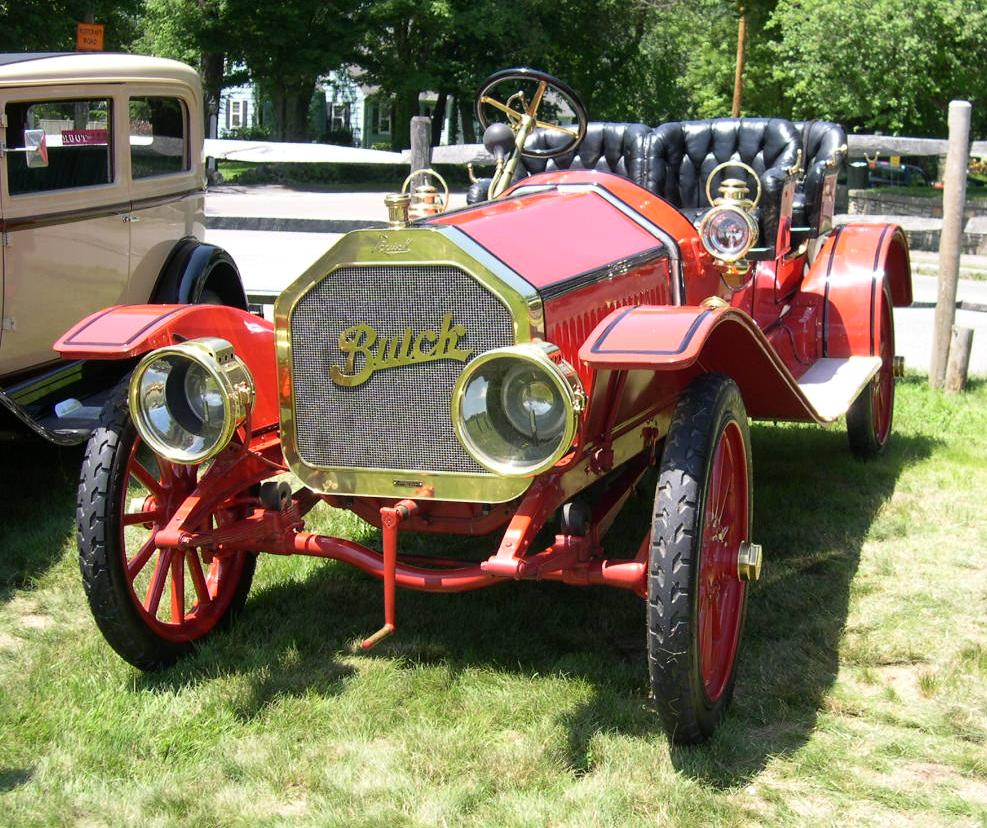
Buick Tonneau (1910).
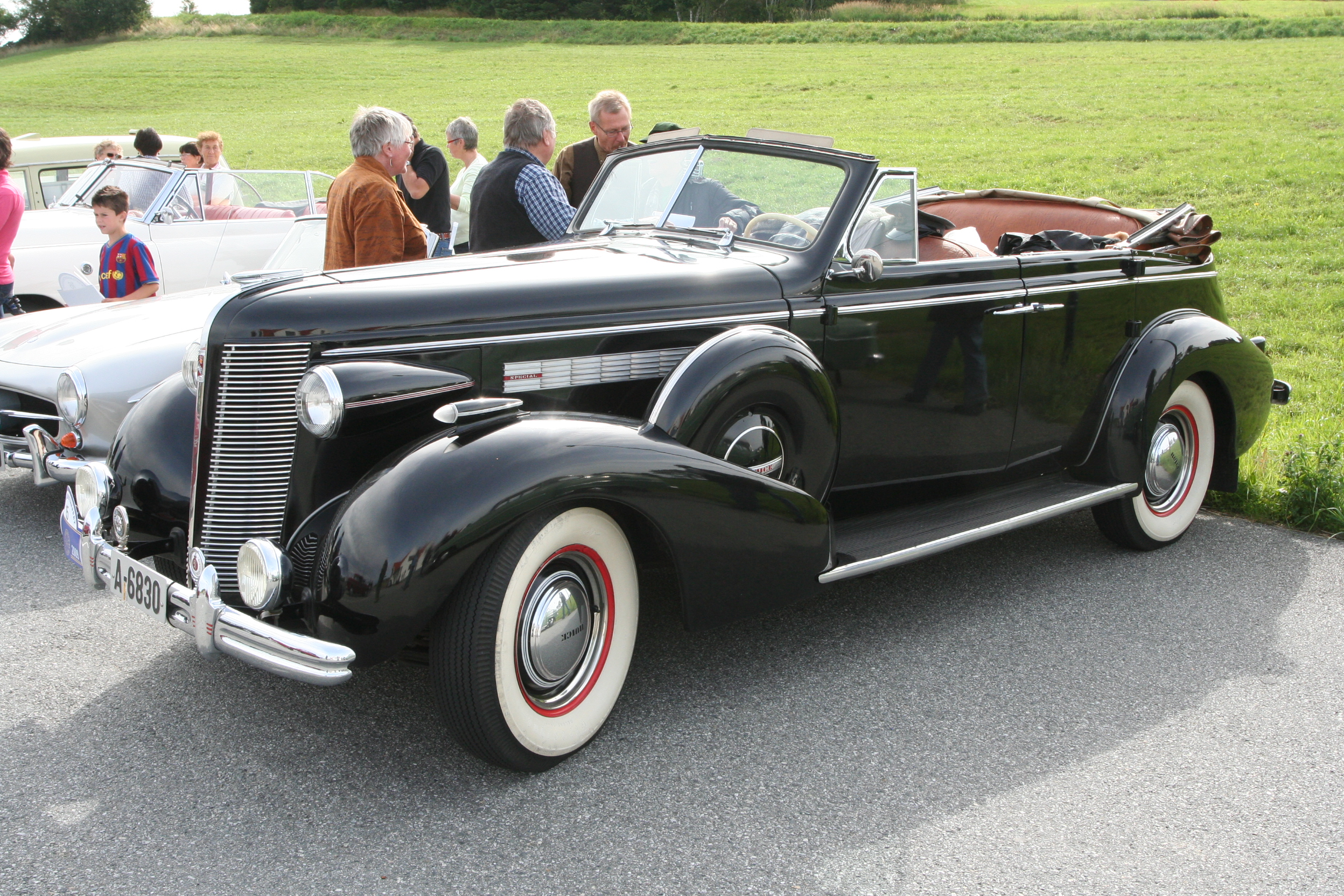
Buick 4-Door Convertible (1937).
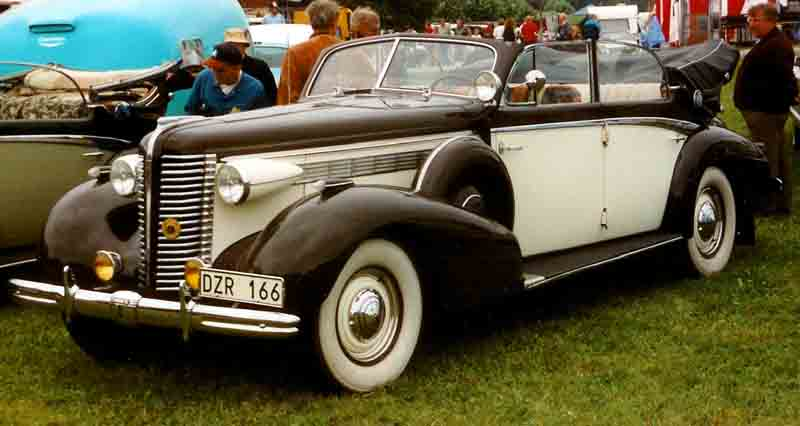
Buick 80C Roadmaster (1938).
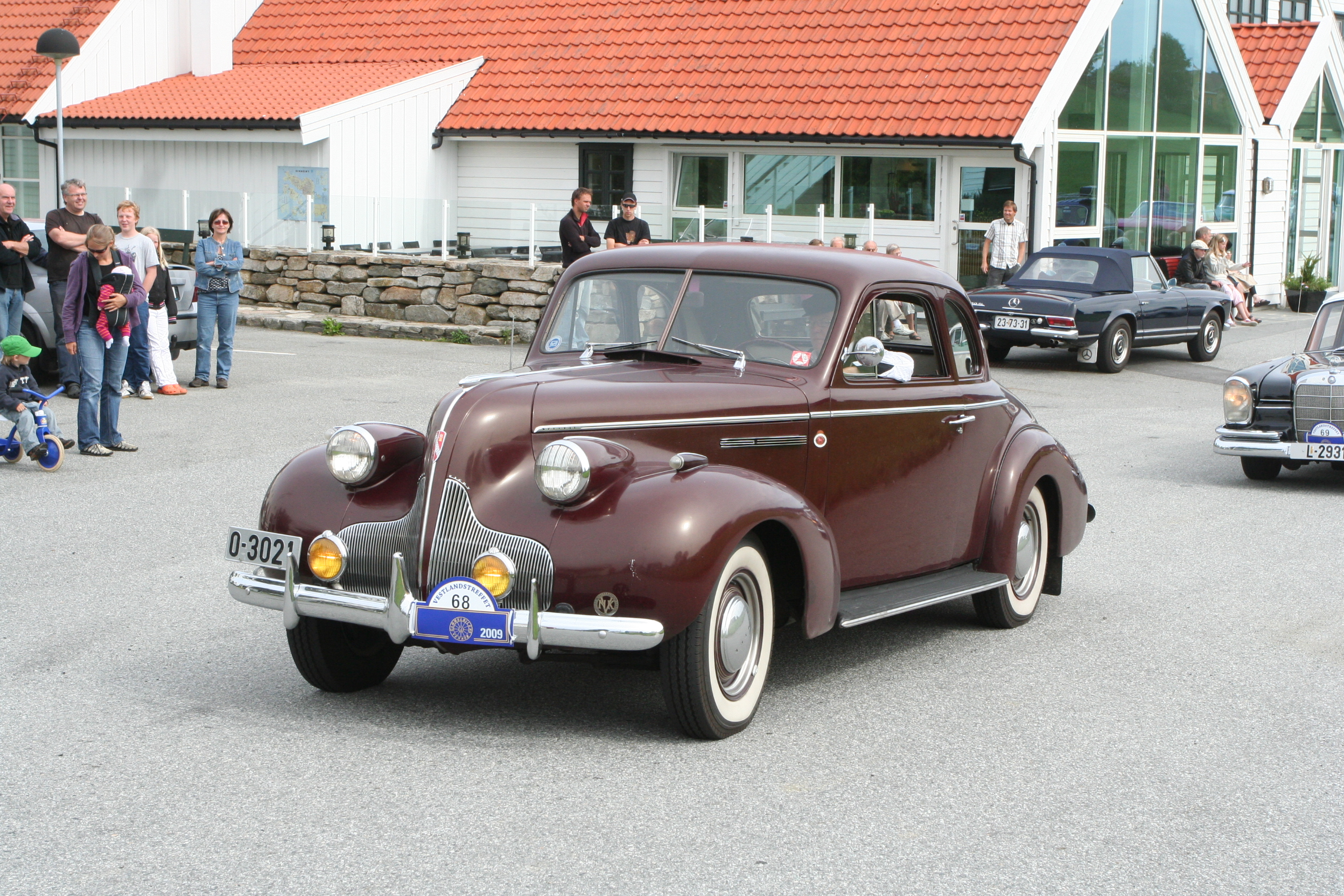
Buick Sports Coupé (1939).
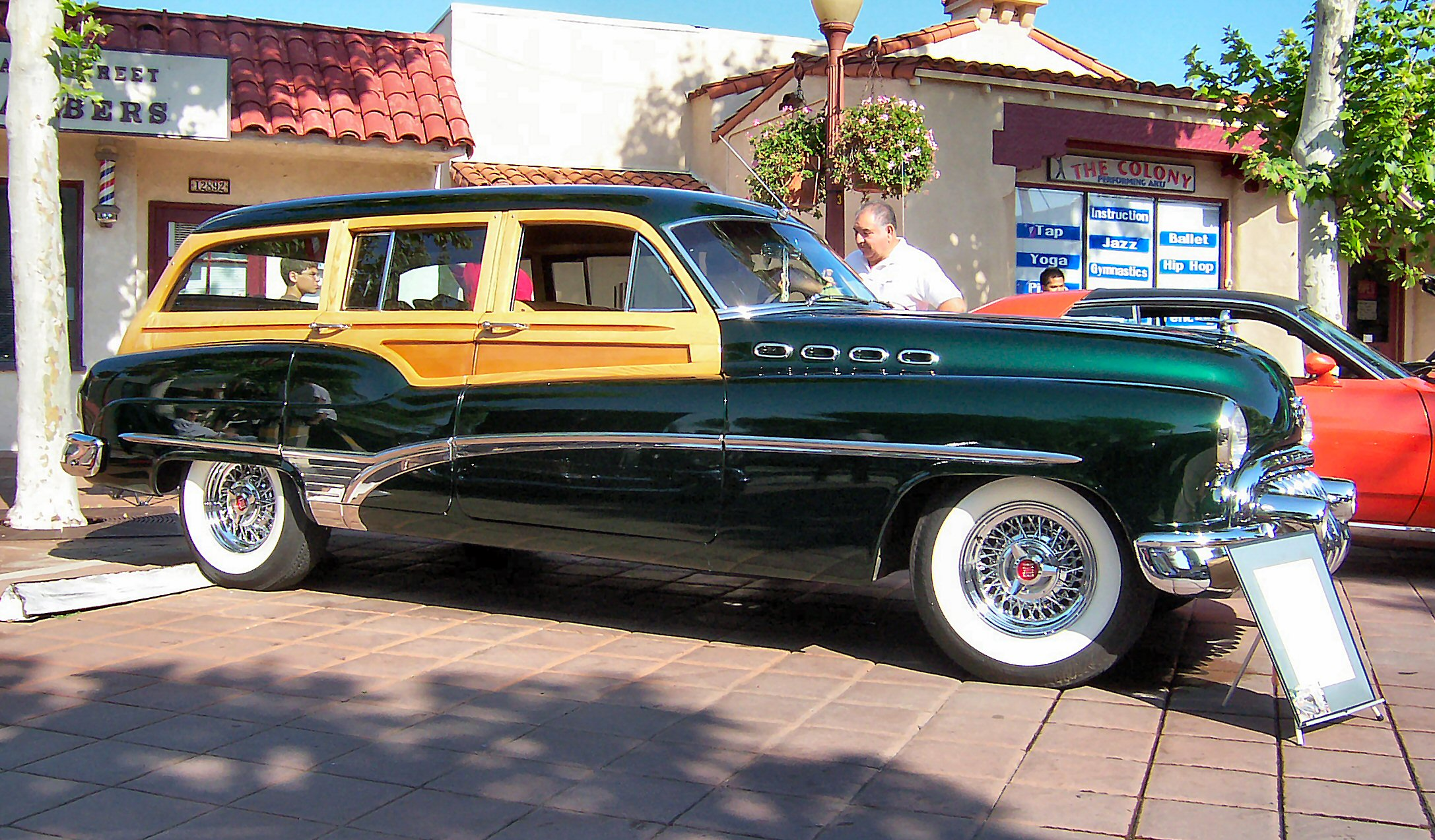
1950 Buick Roadmaster Estate Wagon.
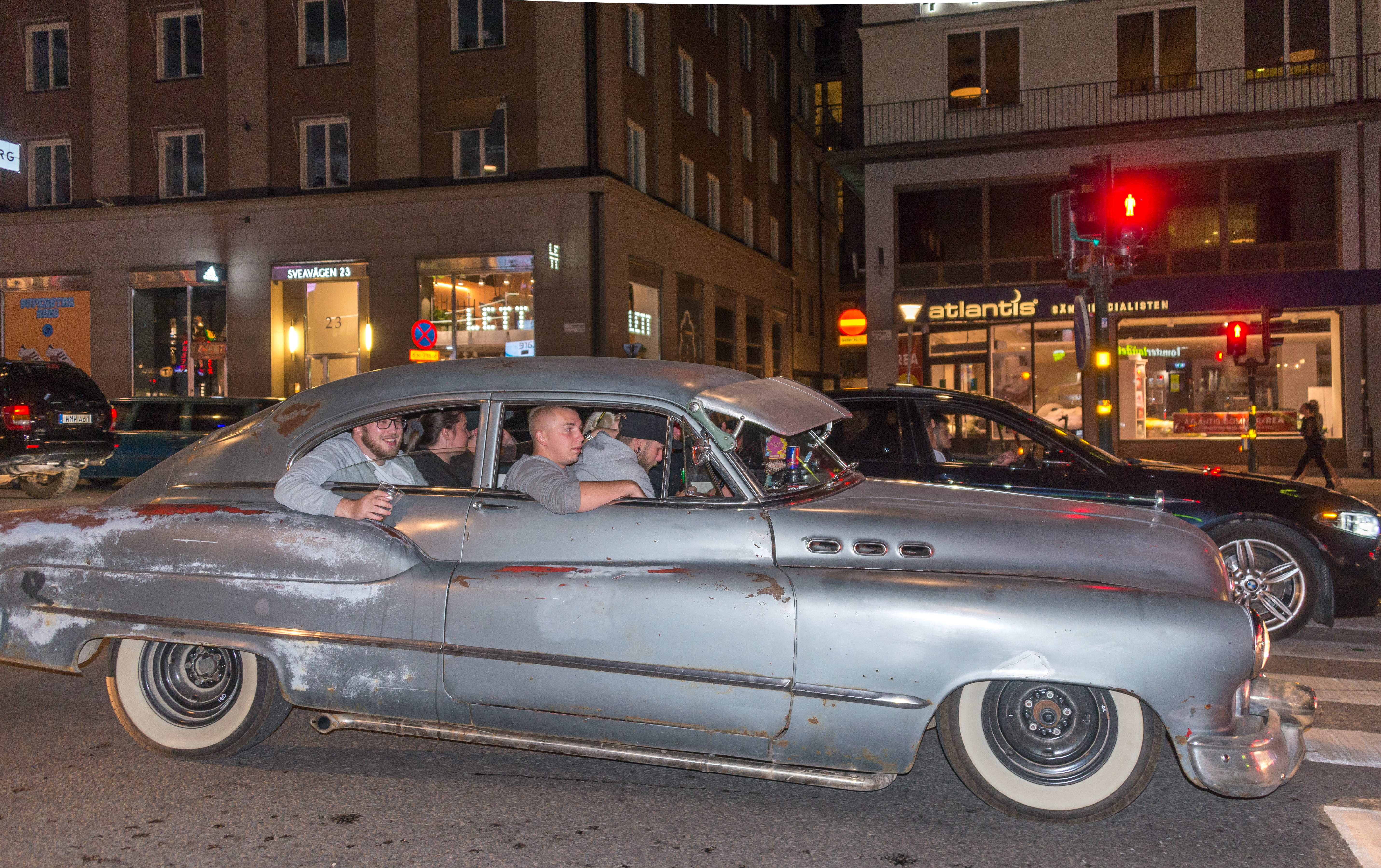
Raggarcruising i Stockholm i en 1950 Buick Super Riviera Sedan.
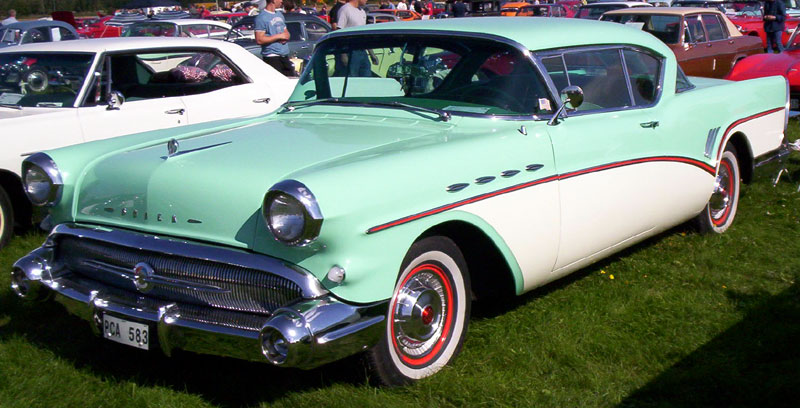
Buick Super (1957).
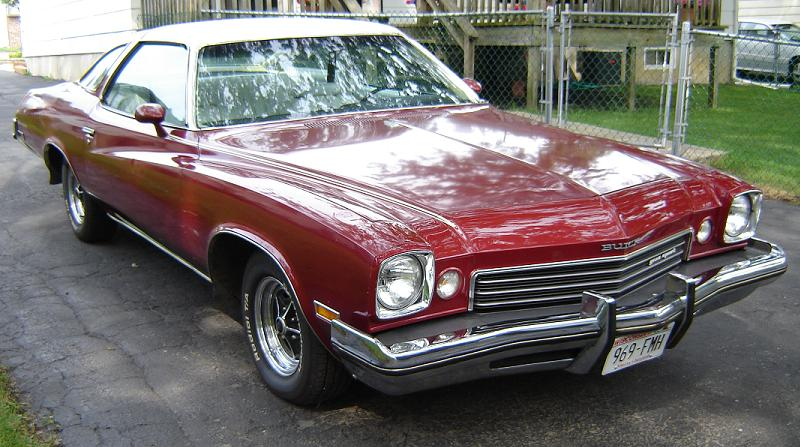
Buick Century GS (1973).

### 1980-nutid
Sin hittills största försäljning nådde Buick under 1984, vilket främst berodde på den populära Buick Regal i kombination med en rad mindre prestandabilar. Buick Regal Grand National räknades som märkets muskelbil och var vid tidpunkten den snabbaste produktionsbilen i världen. 
Antalet Buickmodeller minskade med tiden och sedan 2000-talets första decennium har Buick utvecklats till GM:s traditionella lyxmärke som satsar på komfort och säkerhet i konkurrens med bland annat Lexus. När det gäller prestanda och utmanande design är det istället Cadillac som tagit ledarrollen inom koncernen. 
År 2001 introducerade man sin första SUV, Buick Rendezvous crossover, vilket lockade många unga köpare till märket. Inte minst på grund av att priset var lägre än konkurrenter som Acura MDX och Lexus RX300. GM:s ursprungliga försäljningsprognos var att sälja 30000 Rendezvous om året, vilket man överträffade genom att sälja 40000. 
År 2005 började man göra om produktportföljen genom att ersätta modellerna Century och Regal med den nya LaCrosse vilket året därpå följde av att man ersatte modellerna LeSabre och Park Avenue med Lucerne 2006. Produktionerna av de båda SUV:arna Rendezvous och Rainer lades ner 2007 för att 2008 ersättas av Enclave. Vid detta laget hade märket endast tre modeller till försäljning på den amerikanska hemmamarknaden.
Sedan 2005 har GM gradvis omvandlat ett flertal amerikanska Pontiac- och Oldsmobile-handlare till Buick- och GMC-handlare, för att spara pengar. Efter den amerikanska statens övertagande av General Motors i samband med finanskrisen 2007–2008 blev Buick ett av få kvarvarande märken som GM ville satsa vidare på. Buick skulle nu få en större roll inom GM och målet var att de kommande modellerna även skulle tilltala folk som tidigare kört de numera nedlagda GM-märkena Oldsmobile och Pontiac. 
I januari 2009 presenterades den nya modellen LaCrosse, som är en systerbil till Opel Insignia och Saab 9-5.

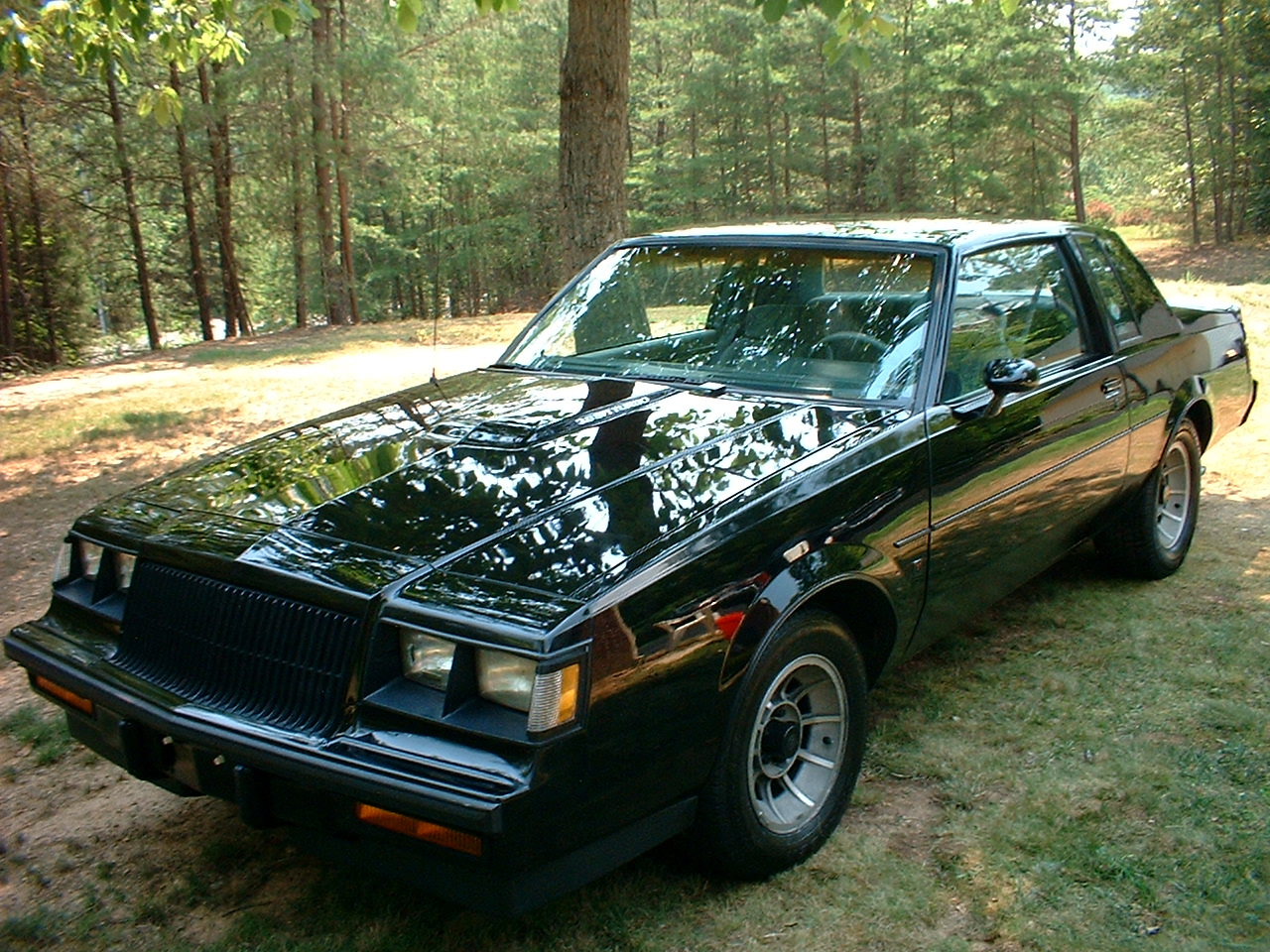
Buick Regal (1987).
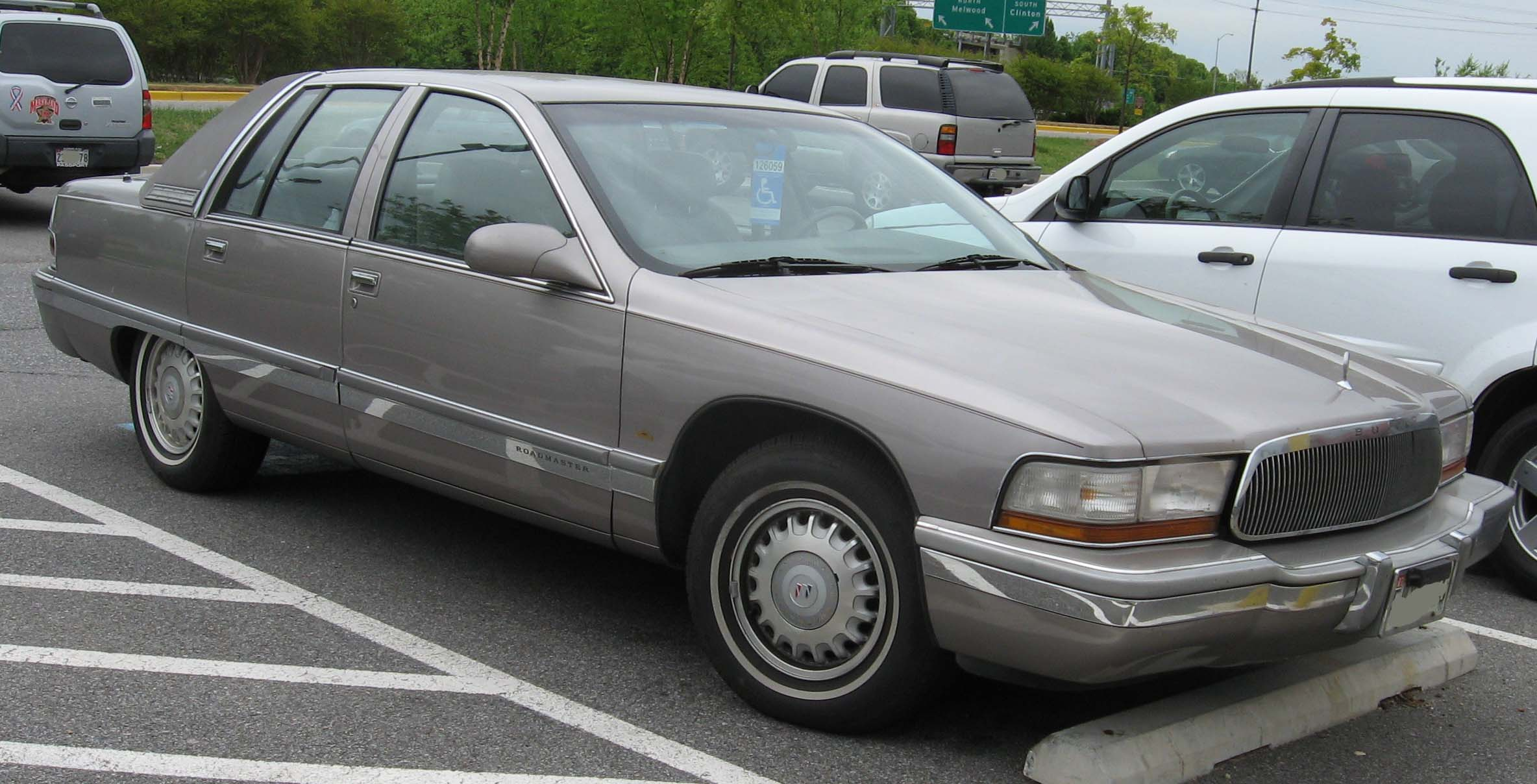
Buick Roadmaster (1991).
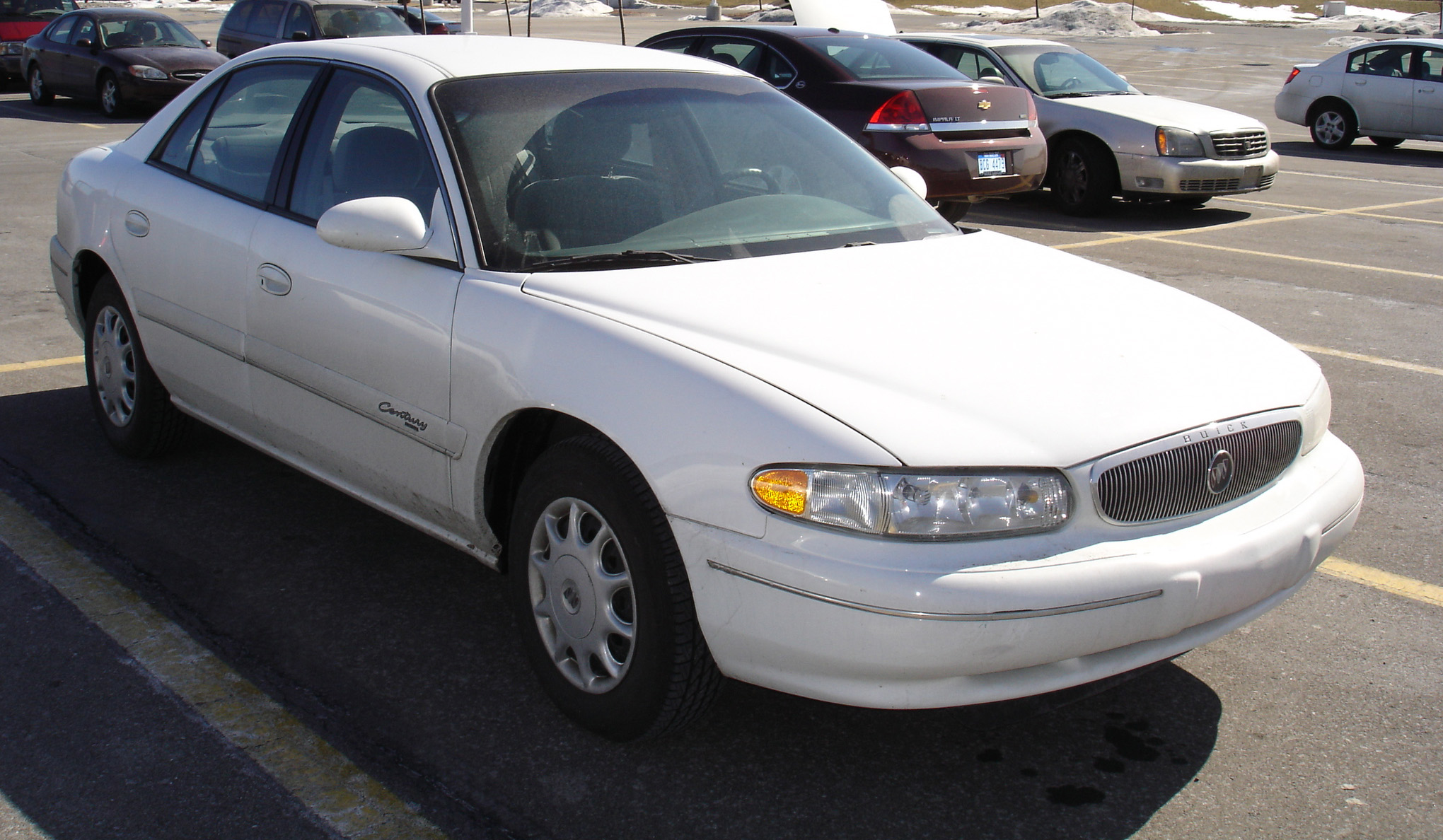
Buick Century (2001).

### Modeller
- Buick Apollo (1973 - 1979)
- Buick Allure (2005 - )
- Buick Centurion (1971 - 1973)
- Buick Century (1936 - 1942, 1954 - 1958, 1973 - 2005)
- Buick Eight
- Buick Electra (1959 - 1990)
- Buick Enclave (2008 - )
- Buick Estate Wagon (1940, 1946- 1964, 1970 - 1996)
- Buick Excelle (2003 - )
- Buick G-series (1999 - 2003)
- Buick GL8 (2000 - )
- Buick Gran Sport (1968 - 1972)
- Buick GSX (1970 - 1971)
- Buick HRV (2004 - )
- Buick Invicta (1959 - 1964)
- Buick LaCrosse (2005 - )
- Buick LeSabre (1959 - 2005)
- Buick Limited (1936 - 1942, 1958)
- Buick Lucerne (2006 - )
- Buick Luxus (1973 - 1974)
- Buick Park Avenue (1991 - 2005)
- Buick Rainier (2004 - )
- Buick Reatta (1988 - 1991)
- Buick Regal (1973 - 2004)
- Buick Rendezvous (2002 - )
- Buick Riviera (1963 - 1999)
- Buick Roadmaster (1936 - 1958, 1991 - 1996)
- Buick Royaum (2005 - )
- Buick Sail - (2000 - 2005)
- Buick Skyhawk (1975 - 1980, 1982 - 1989)
- Buick Skylark (1953 - 1954, 1961 - 1972, 1975 - 1998)
- Buick Somerset (1985 - 1987)
- Buick Special (1936 - 1958, 1961 - 1969)
- Buick Sport Wagon (1964 - 1971)
- Buick Super (1940 - 1958)
- Buick Terraza (2005 - )
- Buick Wildcat (1963 - 1970)